# École française du Caucase
L’École française du Caucase (en géorgien : კავკასიის ფრანგული სკოლა) est une école française, à Tbilissi en Géorgie, allant de la maternelle à la terminale, homologuée par le ministère français de l’Éducation nationale et par le ministère géorgien de l’Éducation et des Sciences.

## Histoire
Elle a été ouverte en 2006 dans les locaux du Centre culturel français Alexandre-Dumas, prédécesseur de l’Institut français de Géorgie,  et a été transférée en 2010 au Parc Vaké, dans des nouveaux locaux construits par un architecte français, grâce à un don de 13 millions d’euros du milliardaire et homme politique géorgien Bidzina Ivanichvili. Les chefs d’établissement en ont été successivement Virginie Constans-Villechange (2006-2007), Florence Michaud-Fournier (d) (2007-2012), Thibaud Millier (2012-2016), Anne Deleskiewicz (2016-2018), Bernard Menault (2018-2021) et Kamel Yassili (d) (depuis 2021).

## Infrastructure
En bordure d’un des parcs de la capitale géorgienne, elle dispose d’une infrastructure de premier plan, avec salles de classe capables d’accueillir plusieurs centaines d’écoliers et d’élèves de 3 à 18 ans, ainsi qu’avec des équipements informatiques et sportifs (dont une piscine couverte de taille olympique). 

## Instances
Le Comité de gestion comprend, outre le chef d’établissement, des représentants des parents d’élèves, de l’ambassade et du consulat de France ,. 
Un Conseil d’établissement réunit représentants des enseignants et des parents d’élèves.

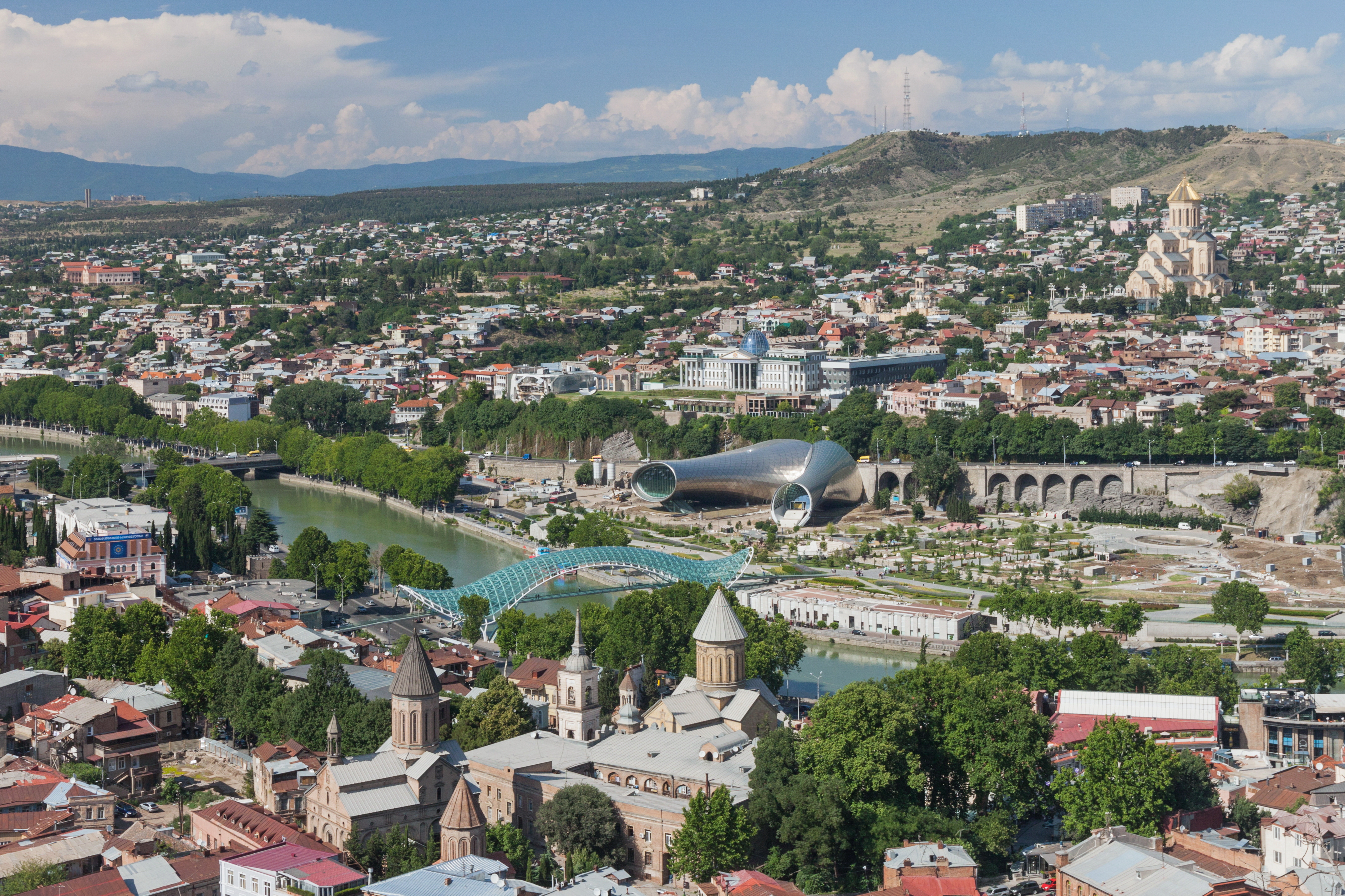
Tbilissi, capitale de la Géorgie

## Structure pédagogique
Pour l’année 2018 / 2019, la structure pédagogique est composée de 46 enseignants.

## Enseignement
Partenaire de l’Agence pour l'enseignement français à l'étranger depuis le 1er septembre 2012, l’école est homologuée par le ministère français de l’Éducation nationale depuis le 1er septembre 2013. L’ensemble des matières des programmes des classes primaires et secondaires y est enseigné  auprès des élèves de langue française.  
L’école Française du Caucase est aussi centré d’examen, les élèves peuvent donc passer les examens du Baccalauréat dans l’école.  
Des cours de géorgien et d’histoire géorgienne, conformes aux programmes du ministère géorgien de l’Éducation et des Sciences, sont dispensés auprès des élèves  de langue géorgienne. 
Des cours de français - langue scolaire - sont dispensés dès la grande section de maternelle et à chaque niveau d’étude auprès des élèves non francophones.

## Fréquentation
À la rentrée 2012, elle accueillait 184 élèves dont 48 % de Géorgiens, 25 % de Français et 27 % de pays tiers. 
Au 1er septembre 2016 l’effectif atteignait 318 élèves et au 1er septembre 2018 370 élèves.
Au 1er septembre 2024, l’effectif atteignait 516 élèves.

## Résultats
Outre les 100 % de résultats à l'examen du diplôme national du brevet, les quatre élèves présentés au baccalauréat à l’issue de l’année scolaire 2015 – 2016, ont été reçus dont l’un avec mention bien.